# BYD Atto 3
A BYD Atto 3 egy akkumulátoros elektromos, kompakt crossover SUV (C-szegmens) autótípus, melyet a BYD Auto gyárt. 2022 februárjában mutatták be.
Az Atto nevet az attoszekundum ihlette, a fizika legkisebb időskálája, amely a BYD azon állítását tükrözi, hogy a jármű gyors, energikus és dinamikus. Az eredeti tervek szerint a ferdehátú BYD Dolphin Atto 2, a BYD Seal szedán pedig Atto 4 néven került volna forgalomba az exportpiacokon, azonban az autók végül megtartották az eredeti nevüket.

## Áttekintés
A Kínában Yuan Plus néven forgalmazott Atto 3 a BYD Yuan utódja, amely az akkumulátoros elektromos (BEV) modell mellett benzines és plug-in hibrid (PHEV) változatban is elérhető volt. A Yuan Plus csak akkumulátoros elektromos változatban gyártják, és lényegesen nagyobb, mint elődje, és kompakt crossover SUV-ként (C-szegmens) gyártják.
A Yuan Plus-t először 2021 augusztusában mutatták be a Chengdu Autószalonon, és 2022 februárjában nyílt meg az előrendelés lehetősége. Bevezetése során a BYD bejelentette, hogy Kínán kívül Atto 3 néven forgalmazzák a típust.
A Yuan Plus/Atto 3 a BYD legújabb platformján, a teljesen elektromos e-Platform 3.0-n alapul. 152 kW-os elsőkerék-meghajtású villanymotorral van felszerelve, amely 310 Nm nyomatékot biztosít, és a BYD szabadalmaztatott lítium-vas-foszfát (LFP) pengeakkumulátora táplálja. Kétféle akkumulátorcsomagot kínál – a 49,92 kWh egység 345 km-es WLTP-hatótávolságot biztosít, míg a 60,48 kWh-s akkumulátor 420 km-es WLTP-hatótávolságot tesz lehetővé.
A Yuan Plus/Atto 3 400 voltos elektromos architektúrára épül, és az alapváltozatnál maximum 7 kW-os maximális AC töltést tesz lehetővé, de opcionálisan 11 kW-os töltés is lehetséges. Szintén lehetséges az akár 70 kW-os egyenáramú gyorstöltés, mely opcionálisan akár 80 kW-ra is emelhető. 80 kW-os töltés esetén az akkumulátor 0%-ról 80%-ra 45 perc alatt tölthető fel.
Belső kialakítását a fitneszkultúra ihlette, és olyan esztétikát mutat, mint az edzőterem és a sportfelszerelések, mint a futópad, a boxring, a súlyzók és az izomrostok. A középső 12,8 hüvelykes (opcionálisan nagyobb, 15,6 hüvelykes) infotainment rendszer Android alapú, és a képernyő álló és fekvő tájolás között elforgatható. A csomagtartó űrtartalma 440 liter, míg lehajtott hátsó ülésekkel 1338 liter.

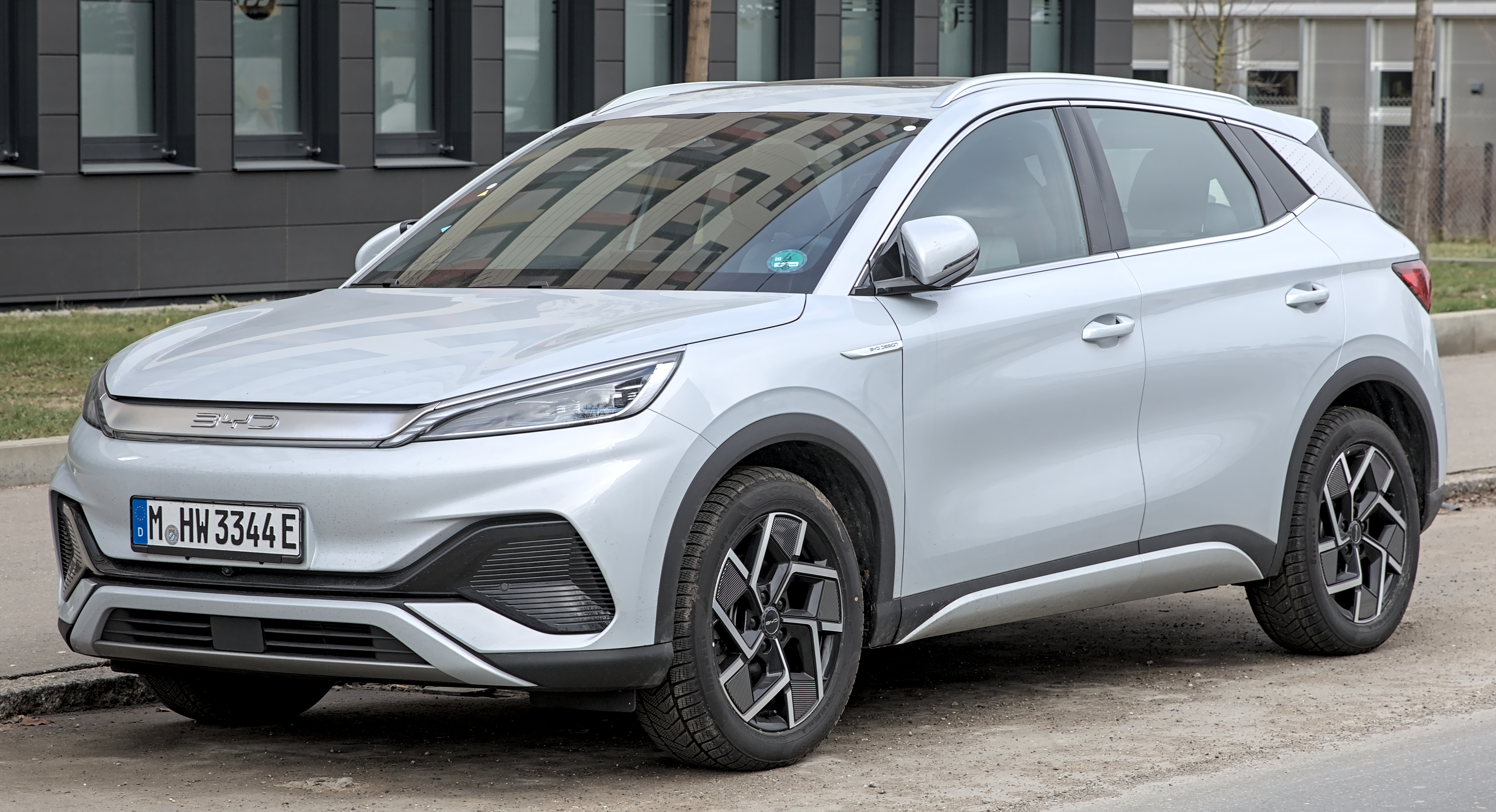
Elölnézetből
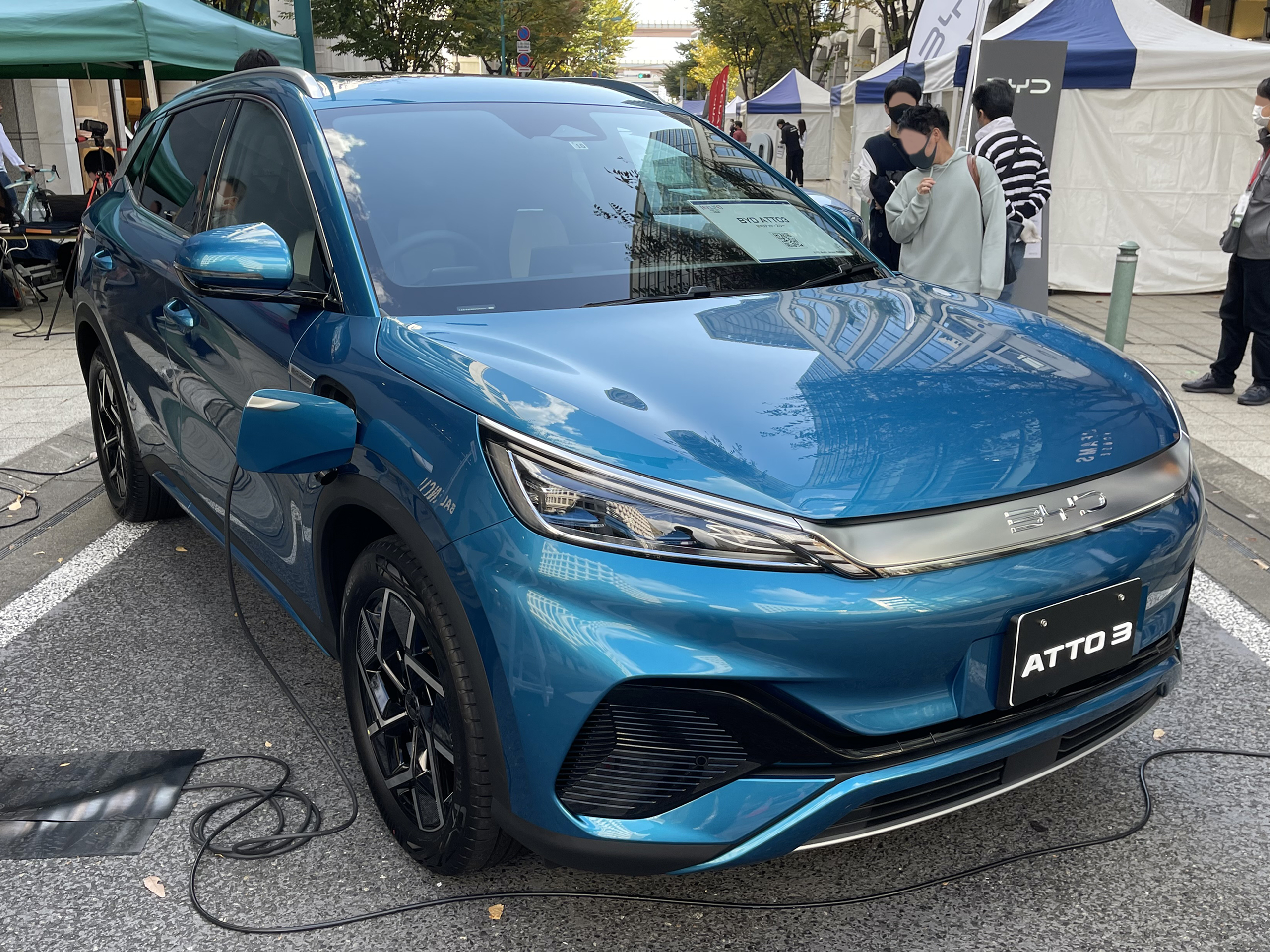
Elölnézetből
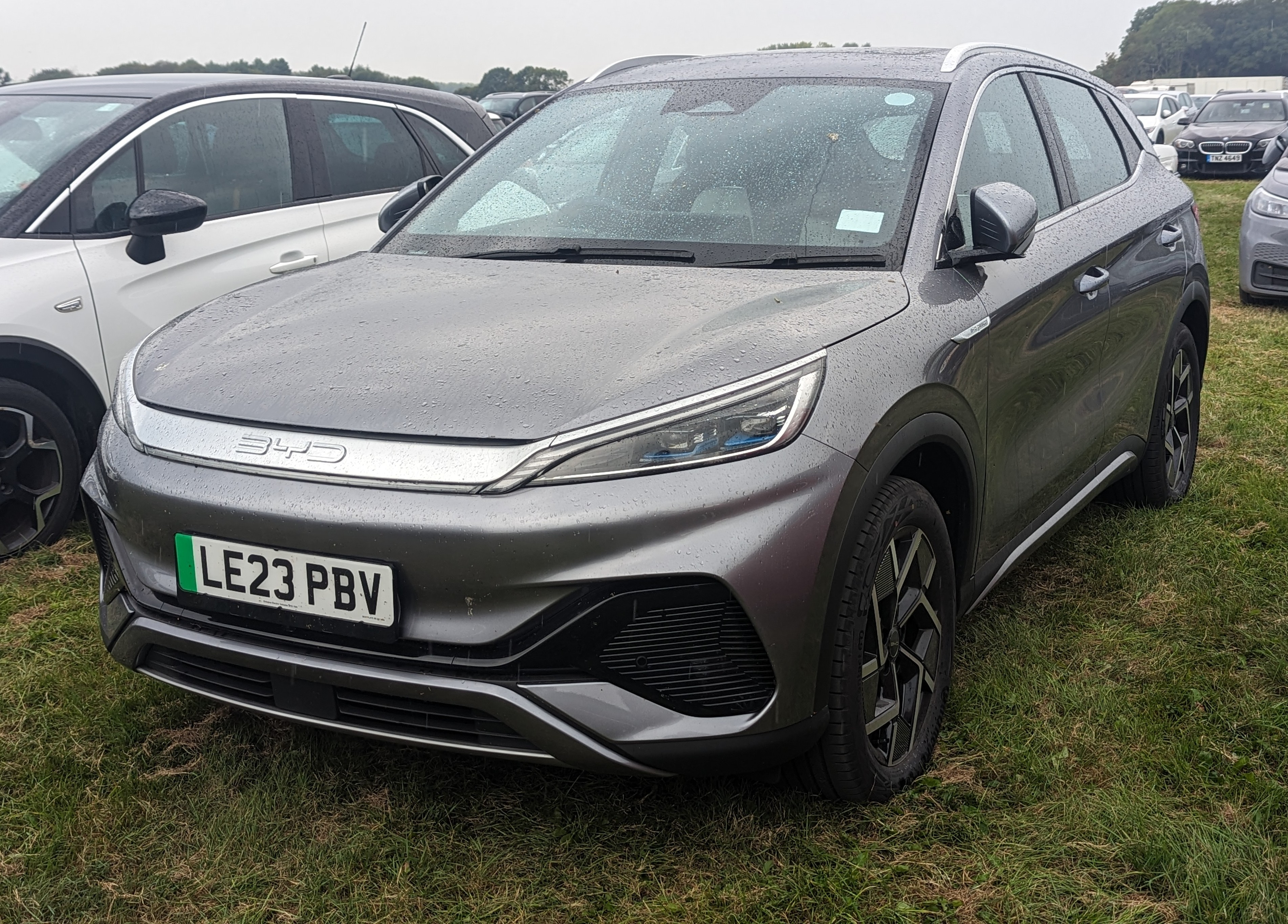
Elölnézetből
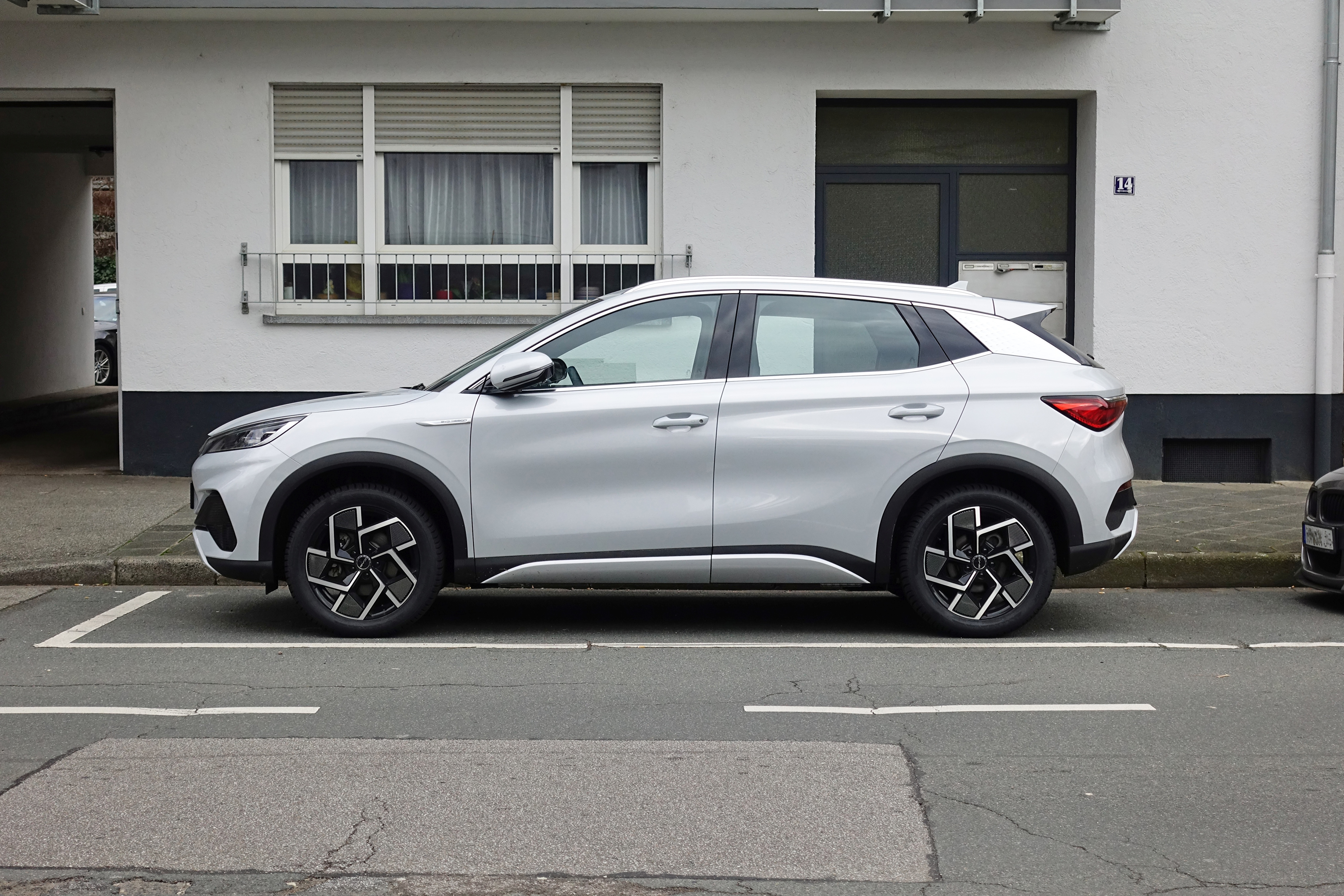
Oldalnézetből
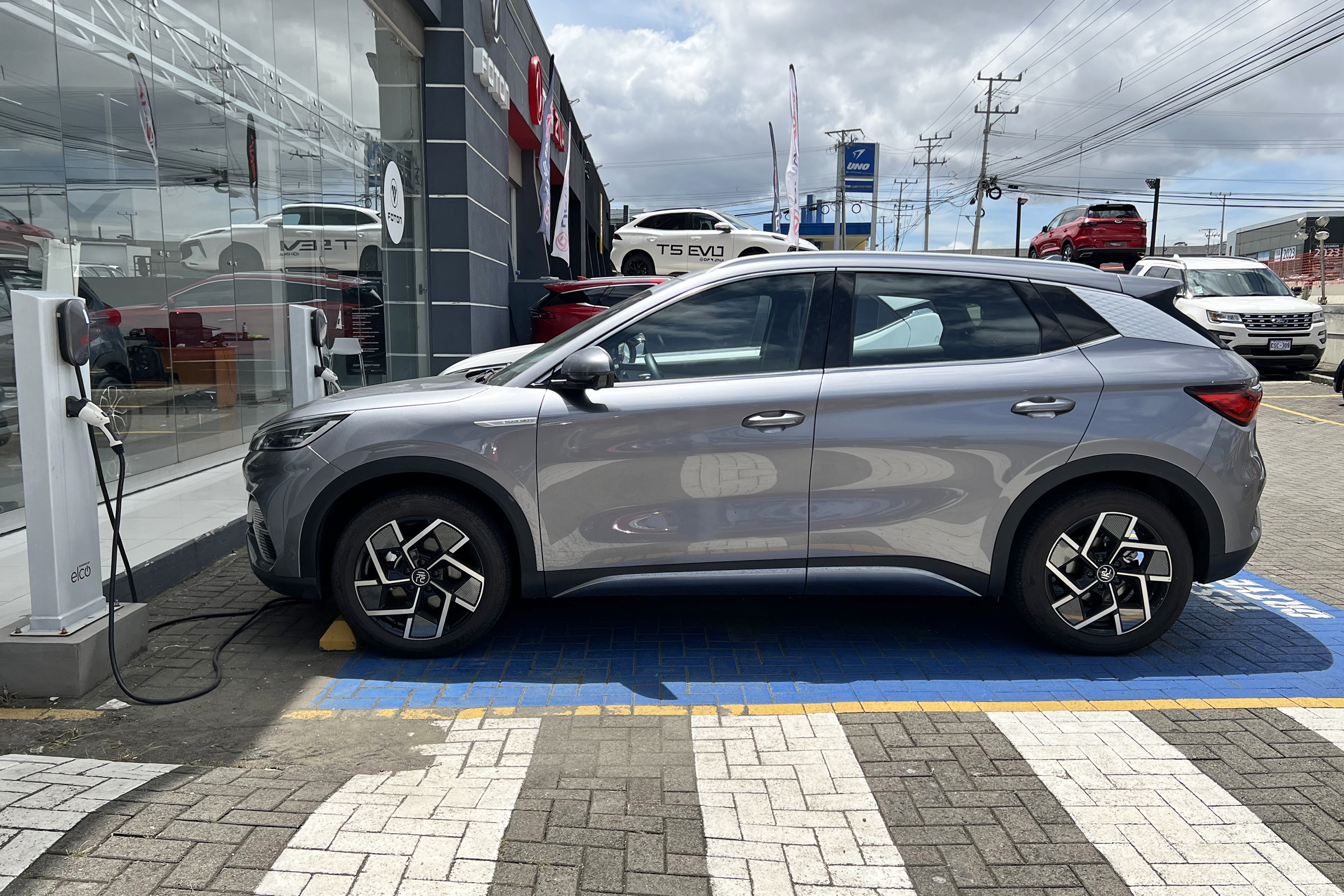
Oldalnézetből
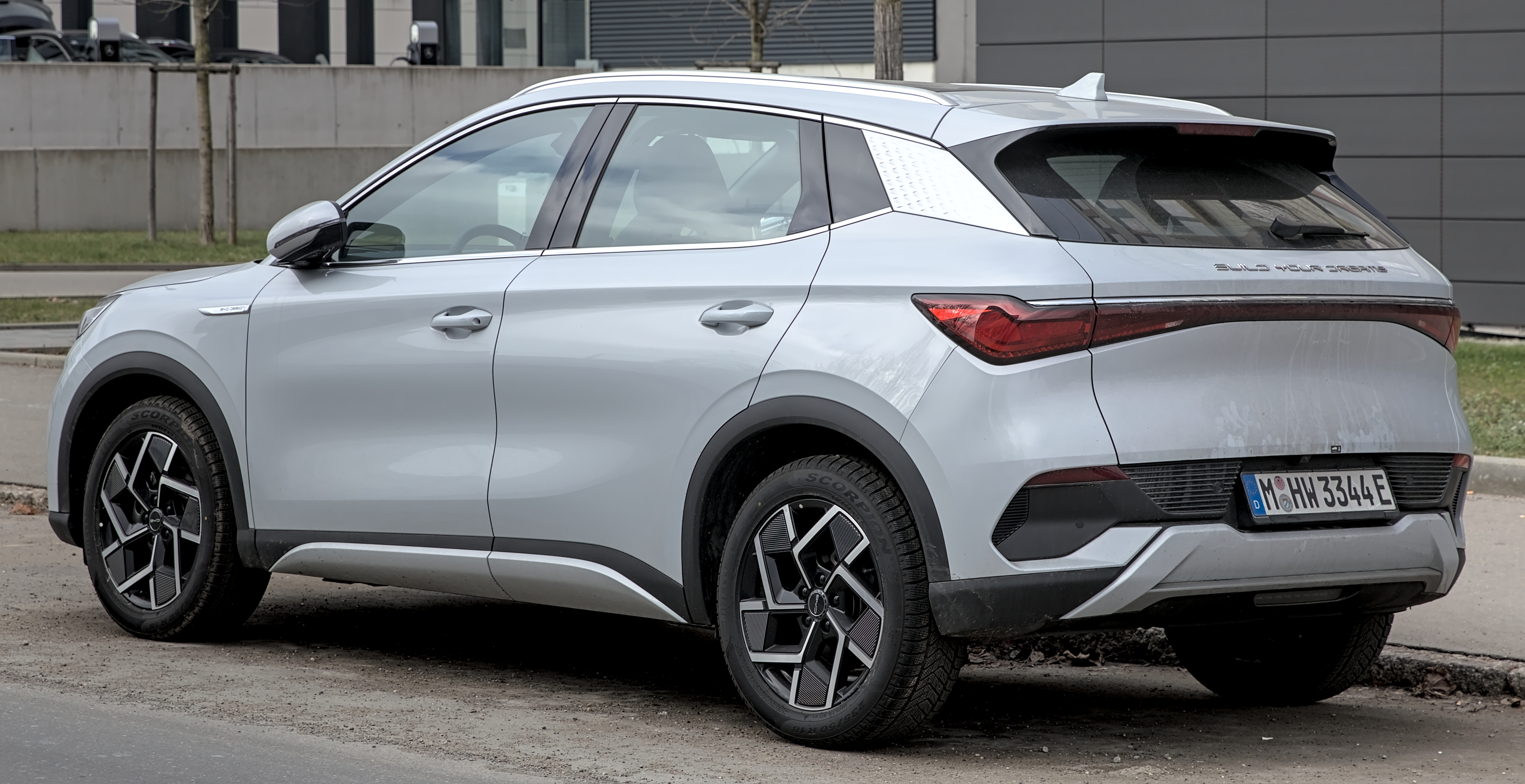
Hátulnézetből
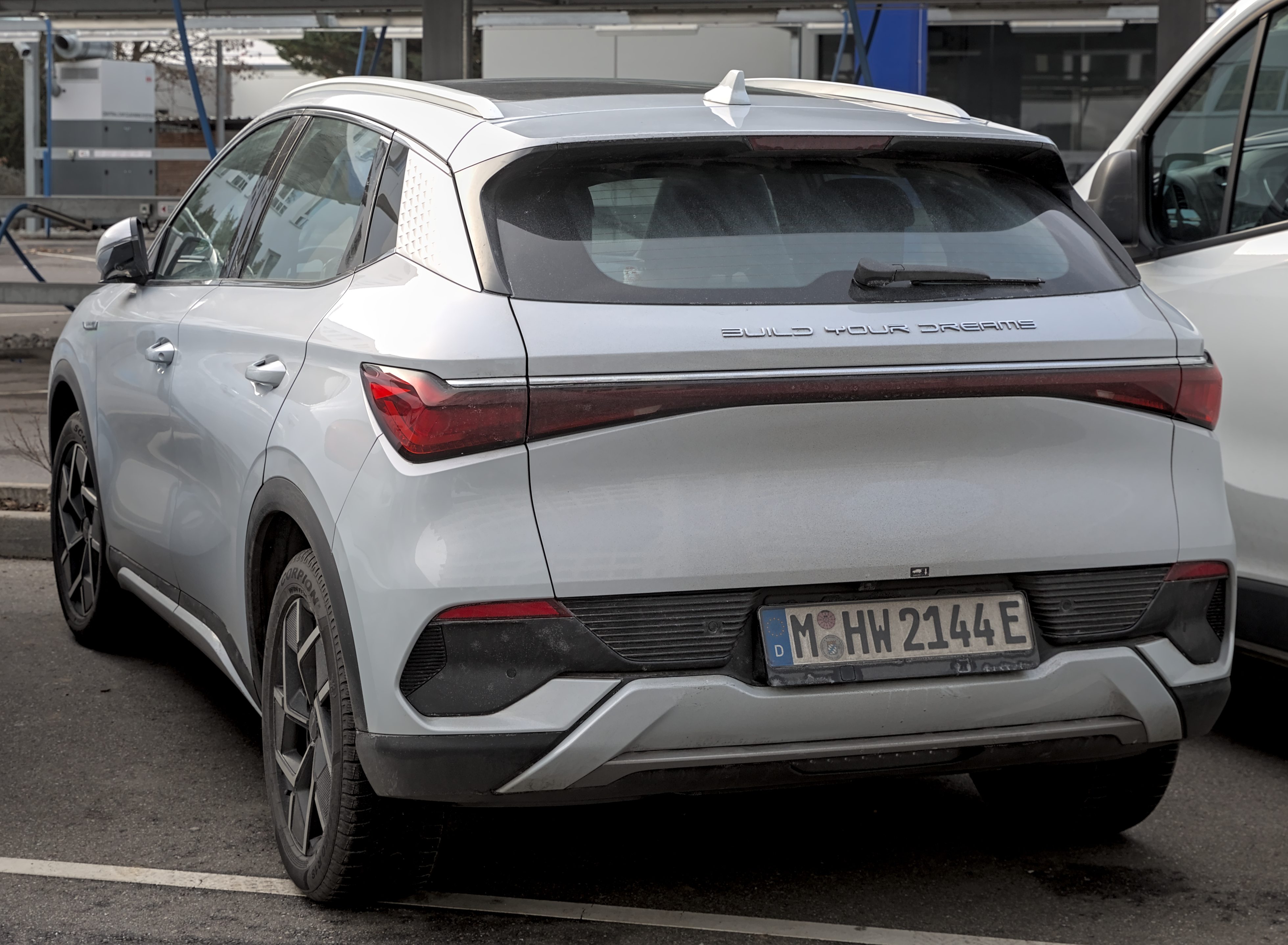
Hátulnézetből
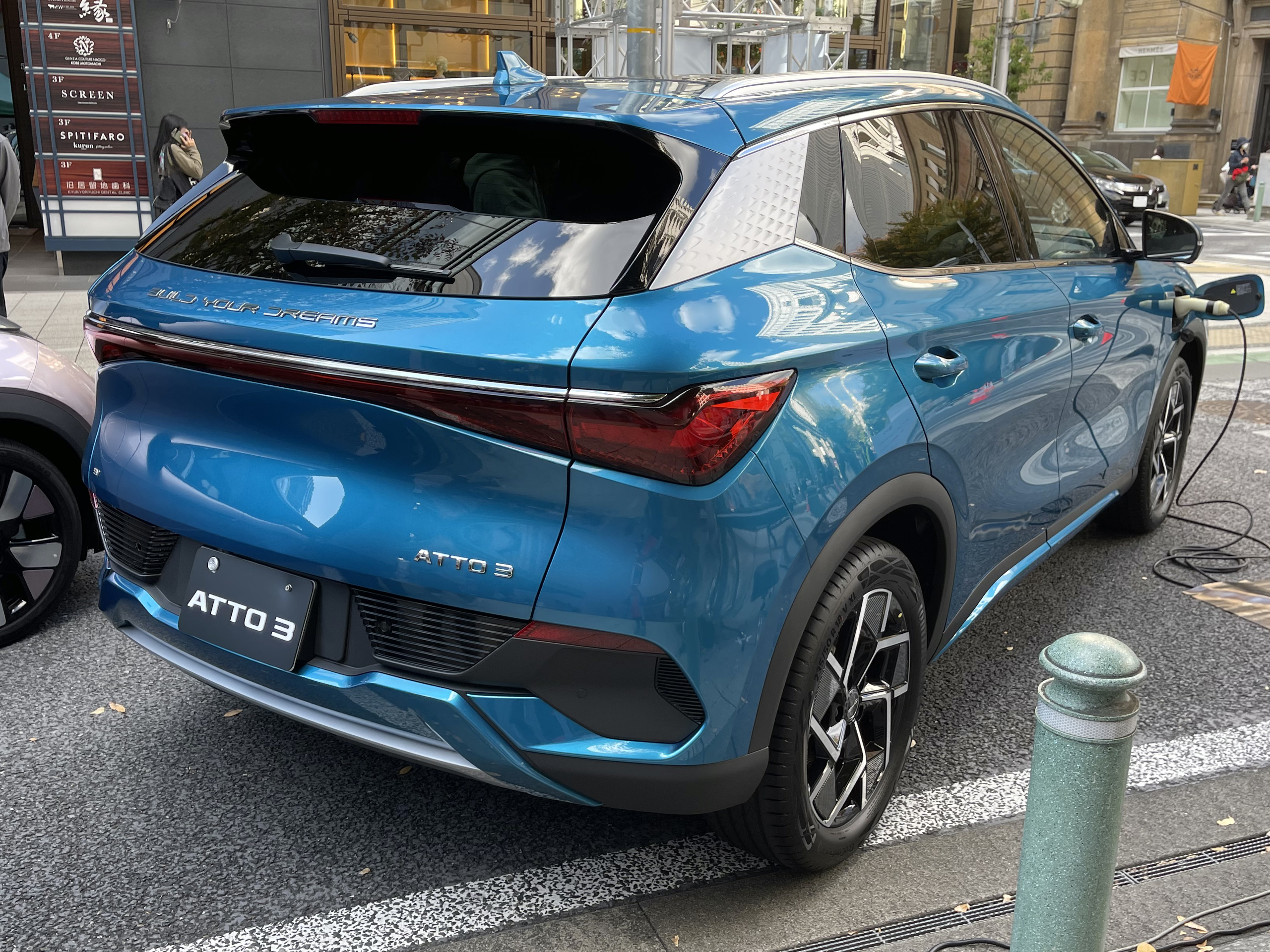
Hátulnézetből
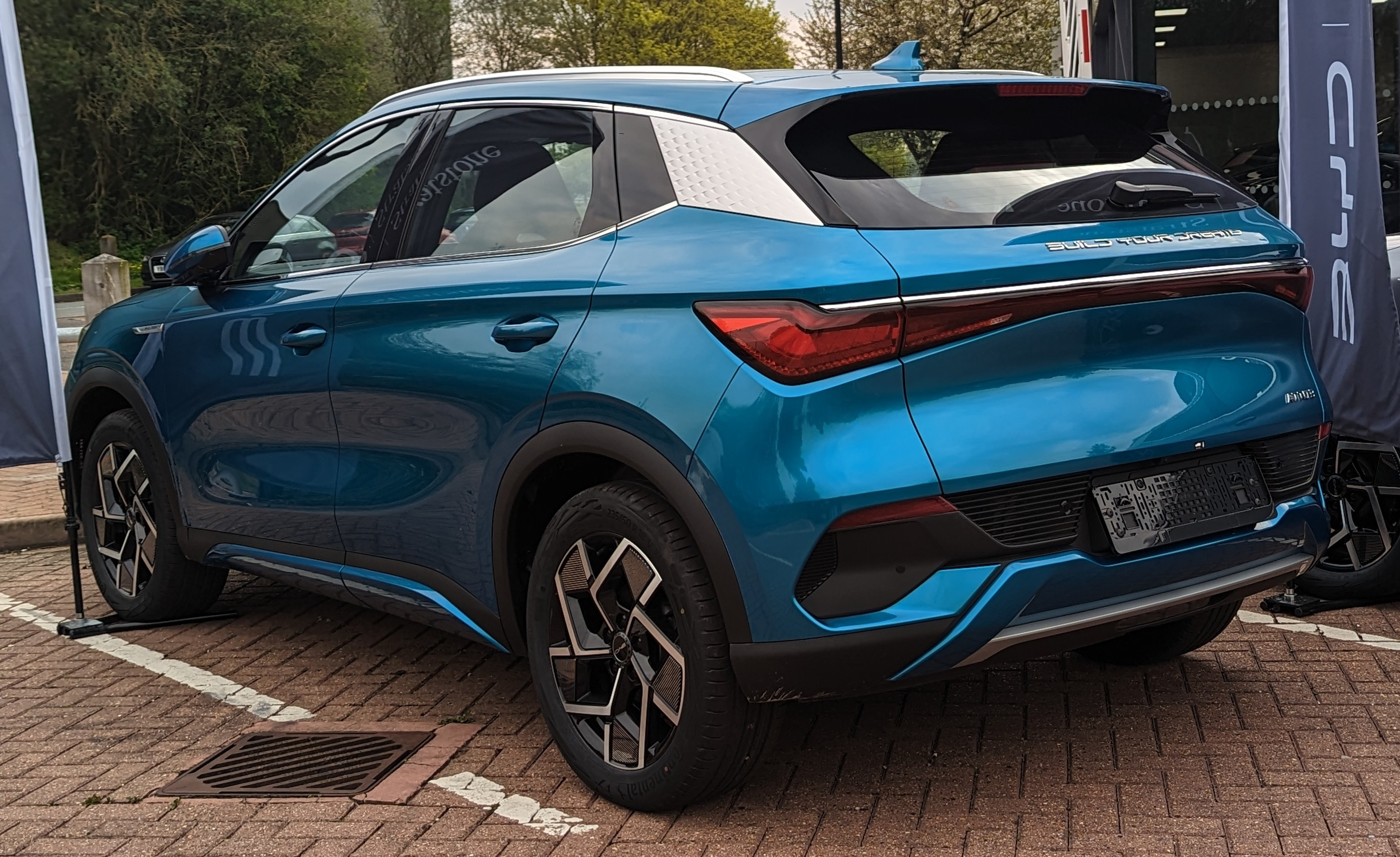
Hátulnézetből
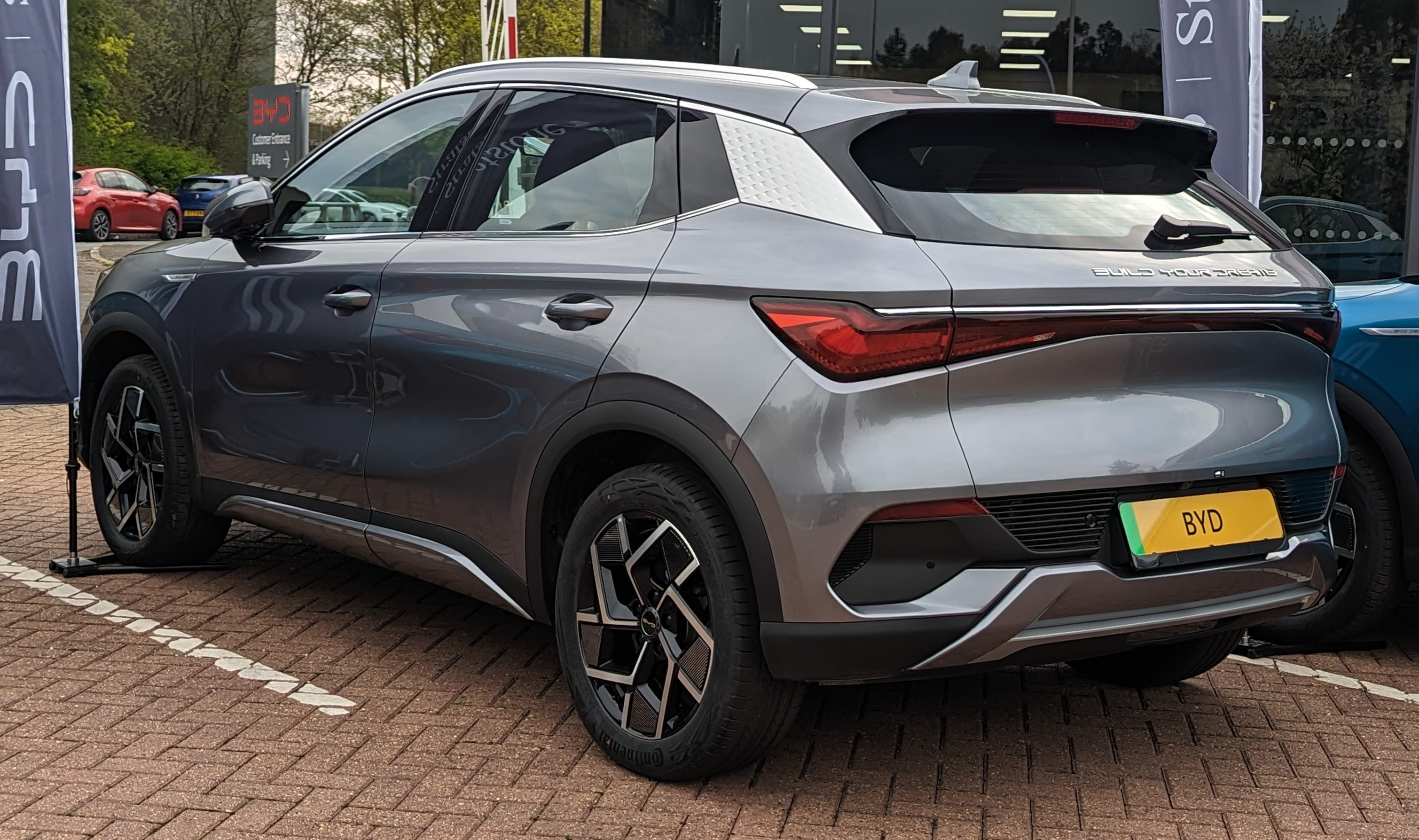
Hátulnézetből
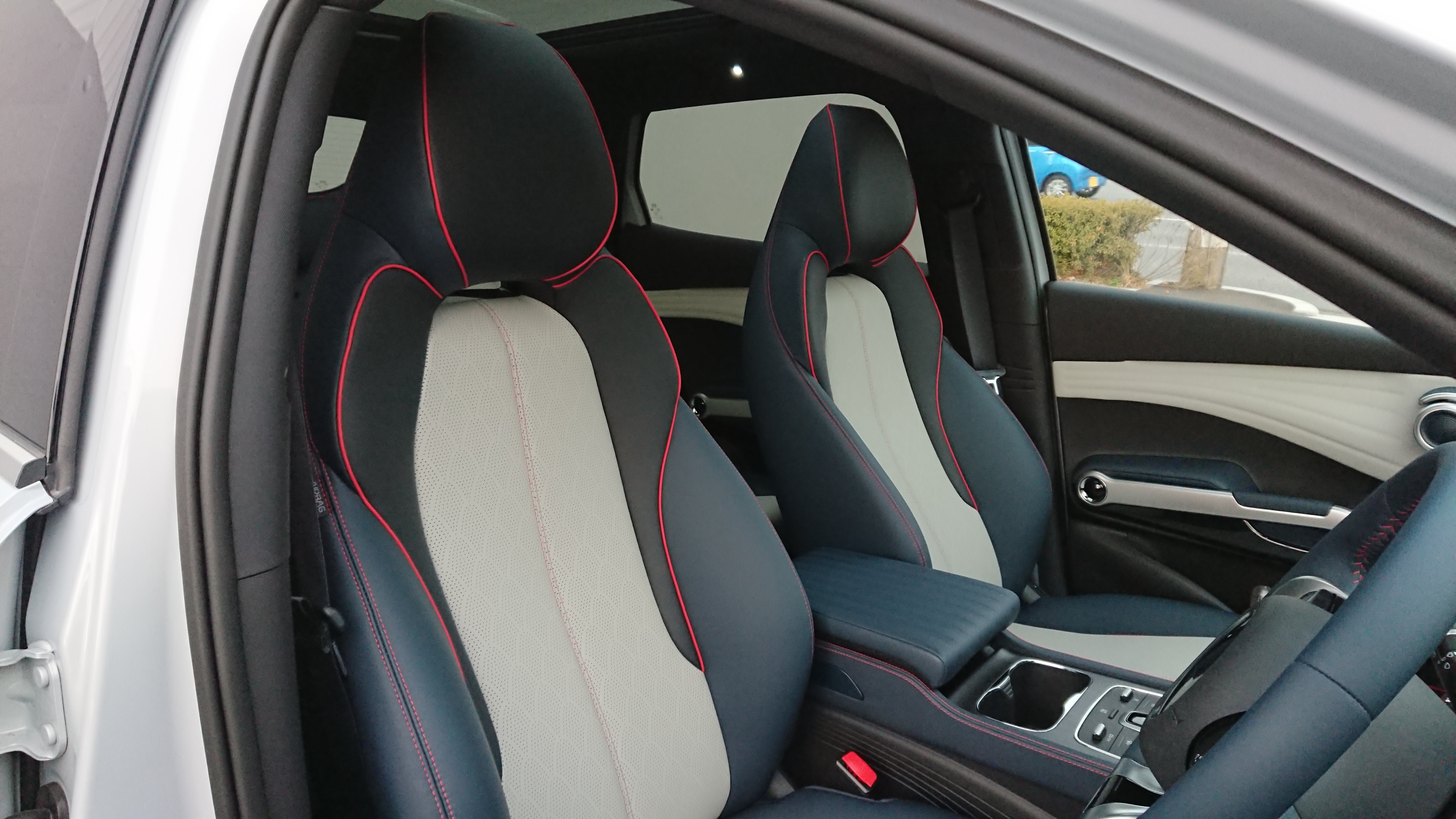
A BYD Atto 3 első üléssora
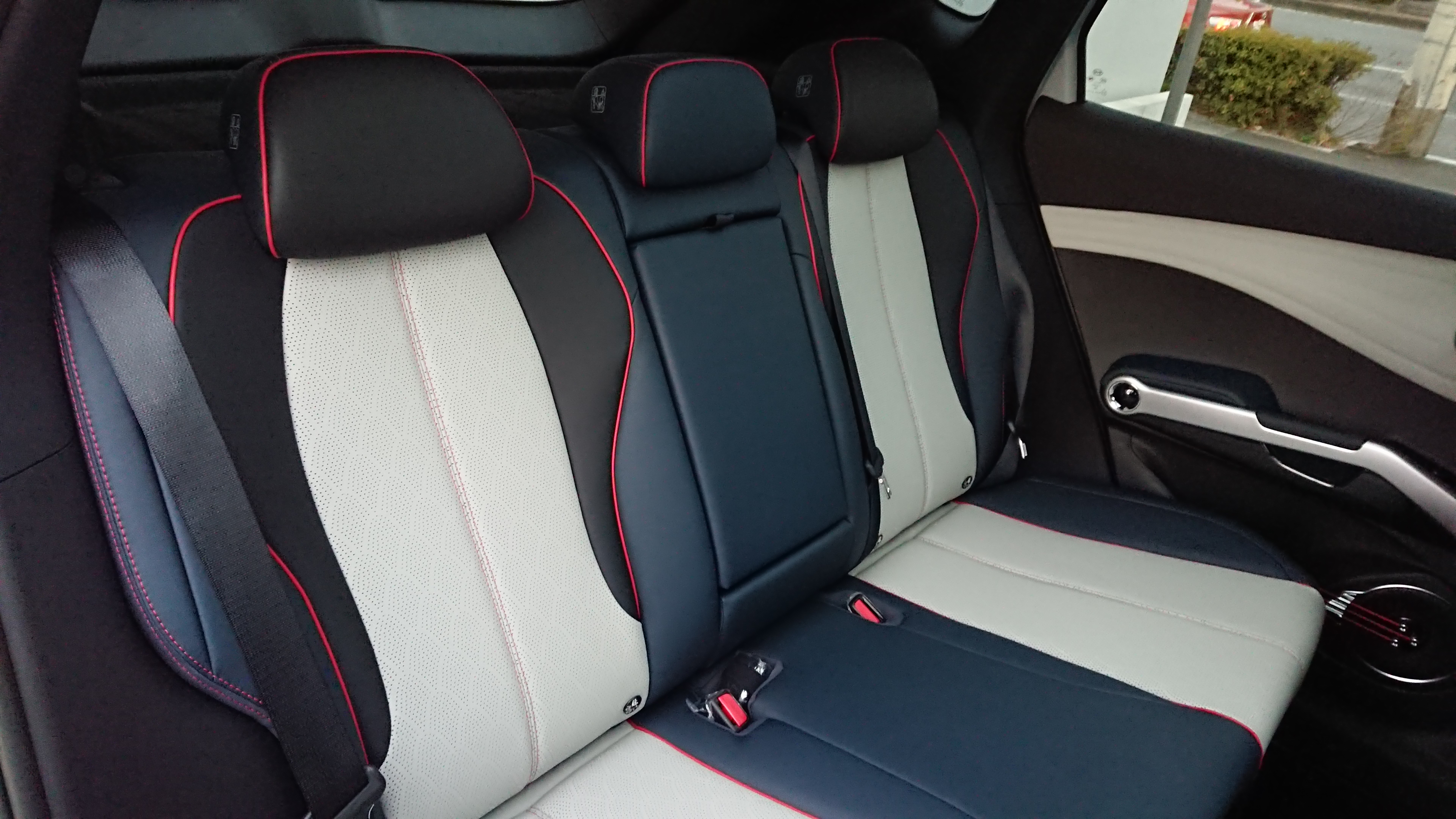
A BYD Atto 3 hátsó üléssora
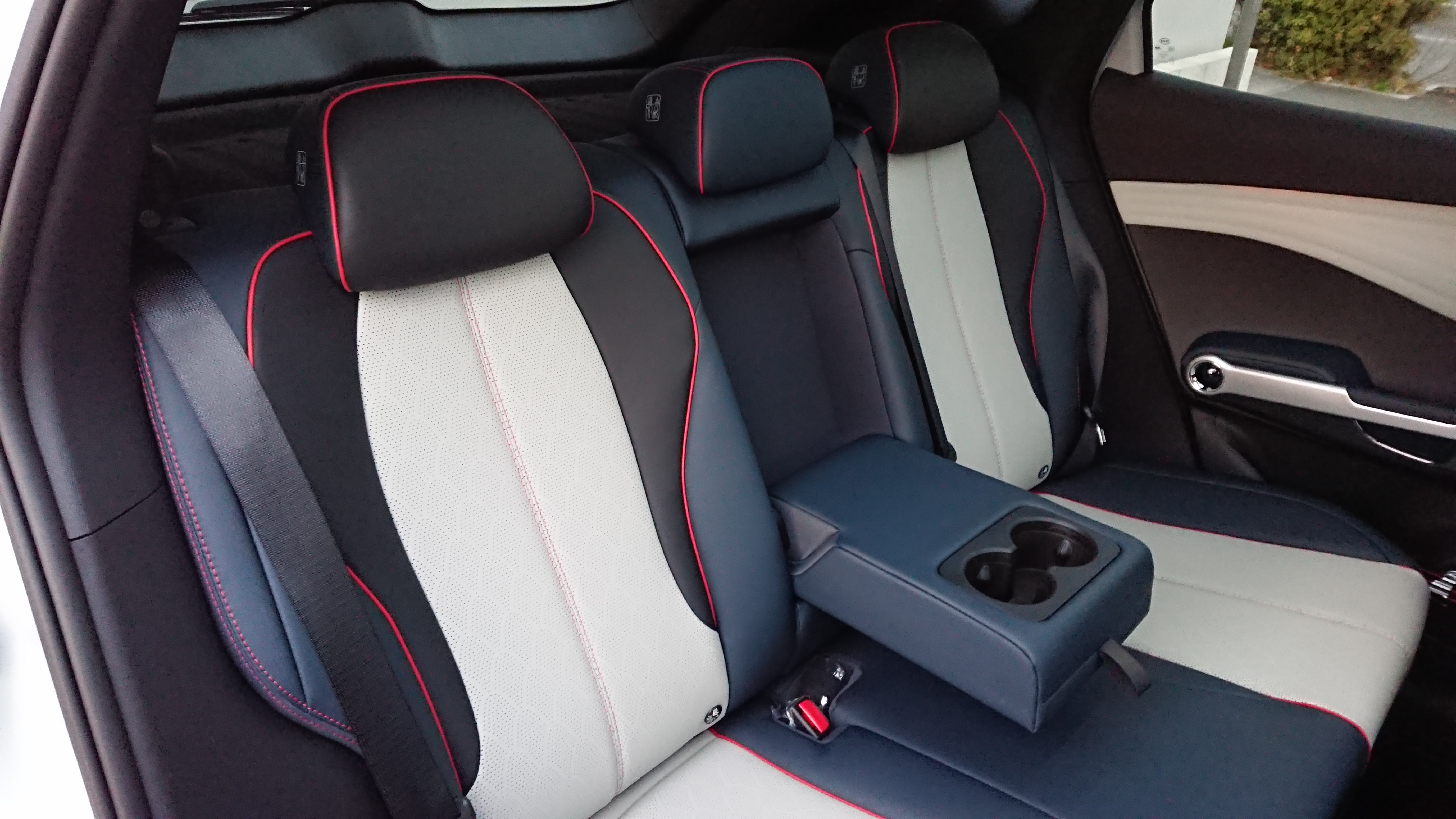
A BYD Atto 3 hátsó üléssora lehajtott karfával

## Fogadtatás
Egy 2023 márciusában közzétett értékelésben a brit Top Gear 7/10-re értékelte az autót, és megjegyezték, hogy „általánosságban le vagyunk nyűgözve”.
A British Auto Express megjegyezte, hogy „a BYD jó munkát végzett a fékekkel”.
Az ausztrál média Drive az Atto 3-at a 2023-as év legjobb 70 000 dollár alatti elektromos autójának díjazottjaként tüntette ki 2023 márciusában, kivételes ára, kényelme, tágassága és teljesítménye miatt.
A Paultan.org malajziai kiadvány megjegyezte, hogy az Atto 3 ülései „a legkényelmesebb ülések közé tartoznak, amelyekben valaha ültünk”.
Az Autocar India kijelentette, hogy a jármű tágas a hosszú tengelytávnak és a napfénytetőnek köszönhetően.

## Biztonság
| Euro NCAP eredmények (2022) |     |
| Összesített értékelés       | 5/5 |
| Felnőtt utas                | 91% |
| Gyermek utas                | 89% |
| Sebezhető úthasználók       | 69% |
| Biztonsági asszisztens      | 74% |

## Díjak
- Új-Zélandi Év Autója, 2022[23][24]
- VAB Az Év Családi Autója, 2023[25]
- The Straits Times Az Év Autója, 2022[26]
- Israel Sport 5 Az év járműve[27]
- Thaiföldi Legjobb EV SUV, 2022[27]
- Drive Az év autója, a legjobb elektromos jármű 70 000 dollár alatt, 2023[28]

## Fordítás
- Ez a szócikk részben vagy egészben  a   BYD Atto 3 című angol Wikipédia-szócikk ezen változatának fordításán alapul.  Az eredeti cikk szerkesztőit annak laptörténete sorolja fel. Ez a jelzés csupán a megfogalmazás eredetét és a szerzői jogokat jelzi, nem szolgál a cikkben szereplő információk forrásmegjelöléseként.